# Metsanurga (Haaslava)
Metsanurga – wieś w Estonii, w prowincji Tartu, w gminie Haaslava.